# Mexer
Edson André Sitoe, mer känd som Mexer, född 8 september 1988, är en moçambikisk fotbollsspelare som spelar för turkiska Bandırmaspor.

## Karriär
Den 9 maj 2019 värvades Mexer av Bordeaux, där han skrev på ett fyraårskontrakt. Den 24 augusti 2022 värvades Mexer av Estoril, där han skrev på ett ettårskontrakt.